# فرناند هيرمان
فرناند هيرمان (بالفرنسية: Fernand Herrmann)‏ هو ممثل فرنسي، ولد في 21 فبراير 1886 في باريس في فرنسا، وتوفي في 1 أبريل 1925.

## وصلات خارجية
- فرناند هيرمان على موقع IMDb (الإنجليزية)
- فرناند هيرمان على موقع قاعدة بيانات الفيلم (الإنجليزية)
- فرناند هيرمان على موقع كينوبويسك (الروسية)